# 绛县
绛县在中华人民共和国山西省南部、涑水河上游，是运城市所辖的县。总面积为993.49平方公里，縣人民政府駐古絳鎮。

## 地理
绛县位于山西南部，中山条北麓。东西最长49.25公里，南北最宽35.10公里。面积993.49平方公里。东部和东北部与翼城县毗邻，西部和南部与闻喜接壤，南部翻越横岭山即垣曲县，北部自东而西由翼城县、曲沃县、侯马市环绕。

## 沿革
早在新石器时期绛县就有人类居住。虞、夏、商，绛在翼州之域为甸服。西周、春秋时代为晋国京畿之地。自晋穆侯徙于绛，孝侯三世居此，后以邑为氏，曾称绛邑。晋武公和晋献公复都于绛。战国时期，韩、赵、魏三家分晋，绛县属魏。秦统一中国后实行郡县制，绛县属河东郡。西汉周勃封侯绛。东汉改绛县为绛邑县，仍属河东郡。曹魏、西晋、十六国时期，绛邑县改属平阳郡。北魏太和十八年（494年）置南绛县，县城在车厢城（即今绛县南城村）。西魏大统五年（539年），恭帝去“南”字，直呼绛县，至今未变。隋朝绛县属绛郡八县之一，583年郡废，绛县始属绛州。唐朝武德元年（618年），县城从车厢城迁今治。金朝兴定四年绛县属翼州。元朝复属绛州。民国三十年（1941年），山西划为河东、冀宁、雁门三道，绛县属河东道。
1937年山西划为七个行政区，绛县为第七行政区。
1942年属太岳行署管辖。
1946年6月，解放军攻入绛县。1947年4月，解放军第二次攻入绛县。
1950年，属运城专区。1954年，运城、临汾两专区合并为晋南专区，绛县属其管辖。
1970年，复设运城地区，绛县归运城地区管辖。

## 人口
根據第七次人口普查統計數據顯示：全县常住人口为226871人，与2010年第六次全国人口普查的281643人相比，十年间减少了54772人，下降19.45%，年平均增长率-2.14%。

## 行政区划
绛县下辖8个镇、2个乡：
古绛镇、横水镇、陈村镇、卫庄镇、么里镇、南樊镇、安峪镇、大交镇、郝庄乡、冷口乡和山西绛县经济开发区。

## 交通
- 342国道过境。

## 经济
农作物主要有小麦、棉花、谷子、玉米、油料、麻等。经济作物有核桃、柿子、山楂。主要风景区有周家庄新石器文化遗址、姜嫄墓、晋文公墓、晋献公墓、晋灵公墓、太阴寺、东岳庙。